# Anzündkette
Anzündkette nennt man in der Sprengtechnik mehrere nacheinander angeordnete Anzündelemente, den Abbrand oder die Deflagration einer Wirkladung ermöglichen. Anzündketten können auch Zündelemente enthalten. Der Begriff ist abzugrenzen von der Zündkette, die die Detonation einer Wirkladung einleitet. Üblicherweise setzen Sprengladungen detonativ um und werden daher gezündet, Treibladungen brennen ab und werden im Unterschied angezündet.